# Drawsko Pomorskie
Drawsko Pomorskie (niem. Dramburg) – miasto w północno-zachodniej Polsce, w województwie zachodniopomorskim, siedziba powiatu drawskiego oraz gminy miejsko-wiejskiej Drawsko Pomorskie. Od roku 1946 na południe od miasta znajduje się Poligon Drawski, jeden z największych poligonów w Polsce i Europie.
Według danych GUS z 30 czerwca 2021 r., Drawsko Pomorskie liczyło 11 343 mieszkańców i było pod względem liczby ludności 22. miastem w województwie zachodniopomorskim.

## Położenie
Miasto leży na Pojezierzu Drawskim, nad rzeką Drawą. Przez Drawsko Pomorskie przechodzi droga krajowa nr 20 oraz linia kolejowa nr 210. Przez miasto przebiegała też wąskotorowa linia kolejowa Stara Dąbrowa – Drawsko Pomorskie. W granicach miasta znajduje się niewielkie jezioro Okra oraz ok. 3 km od miasta jezioro Lubie.
Odległość do Morza Bałtyckiego wynosi stąd około 90 kilometrów, do stolicy województwa – Szczecina – jest zaś ok. 85 km.
Drawsko Pomorskie leży na historycznym Pomorzu Zachodnim.
W Drawsku wyróżnia się takie części miasta jak: Jankowo, Koleśno, Okrze, Zdroje. W skład miasta wchodzą następujące dawne miejscowości: Gogółczyn i Kłosy. Wyróżnia się także osiedla mieszkaniowe: Os. Łobeskie, Os. Toruńskie, Os. Grottgera i Os. Złocienieckie.
W latach 1946–1950 miasto administracyjnie należało do województwa szczecińskiego, w latach 1950–1975 do tzw. dużego województwa koszalińskiego, a w latach 1975–1998 do tzw. małego województwa koszalińskiego.
Według danych z 1 stycznia 2009 powierzchnia miasta wynosi 22,33 km².

## Demografia

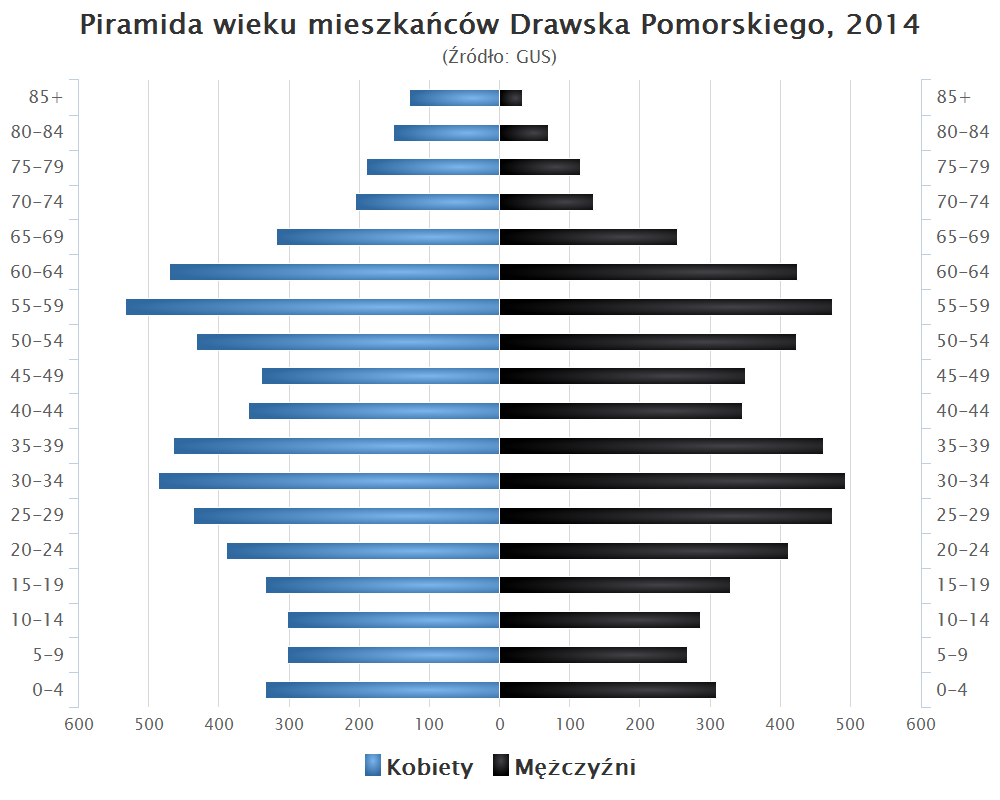
Piramida wieku mieszkańców Drawska Pomorskiego w 2014 roku

## Historia

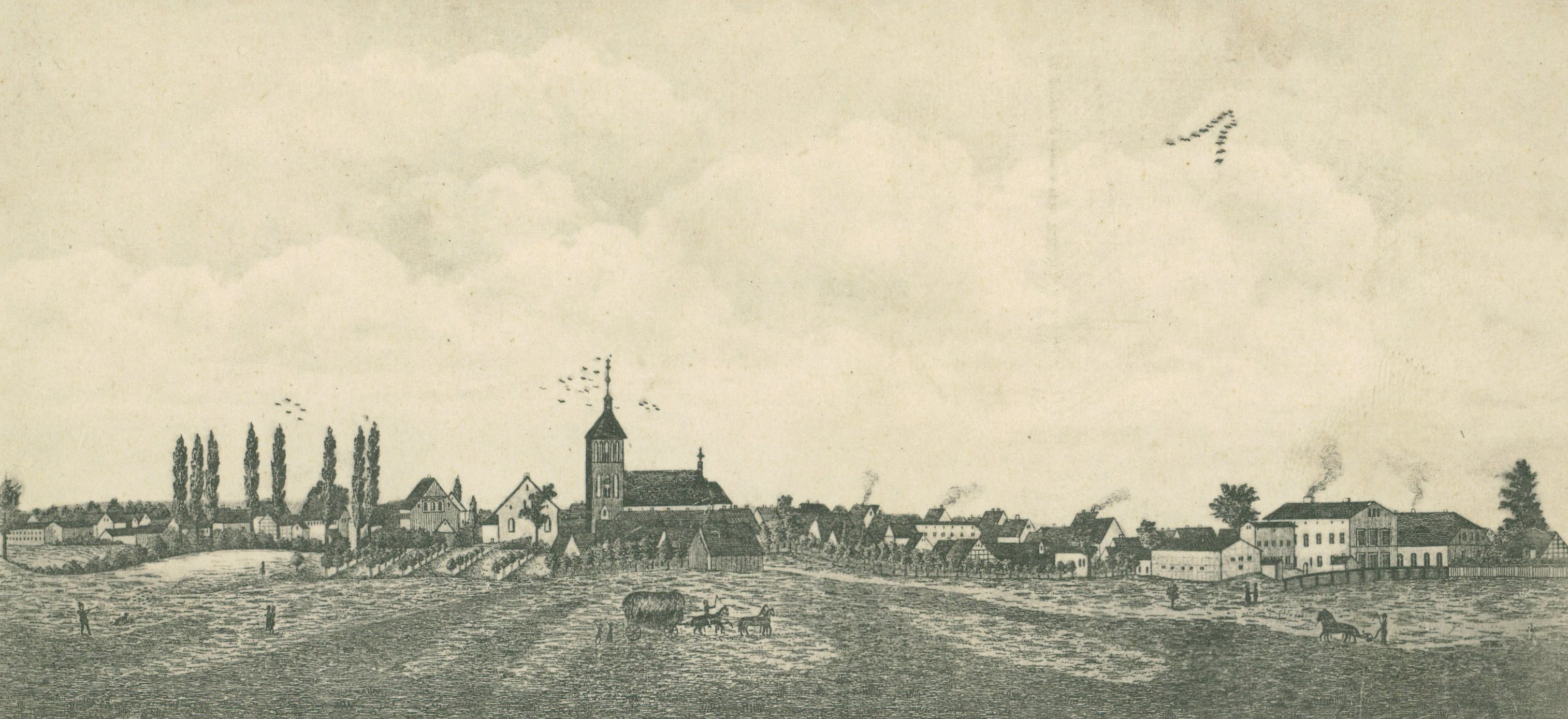
Drawsko Pomorskie w 1857

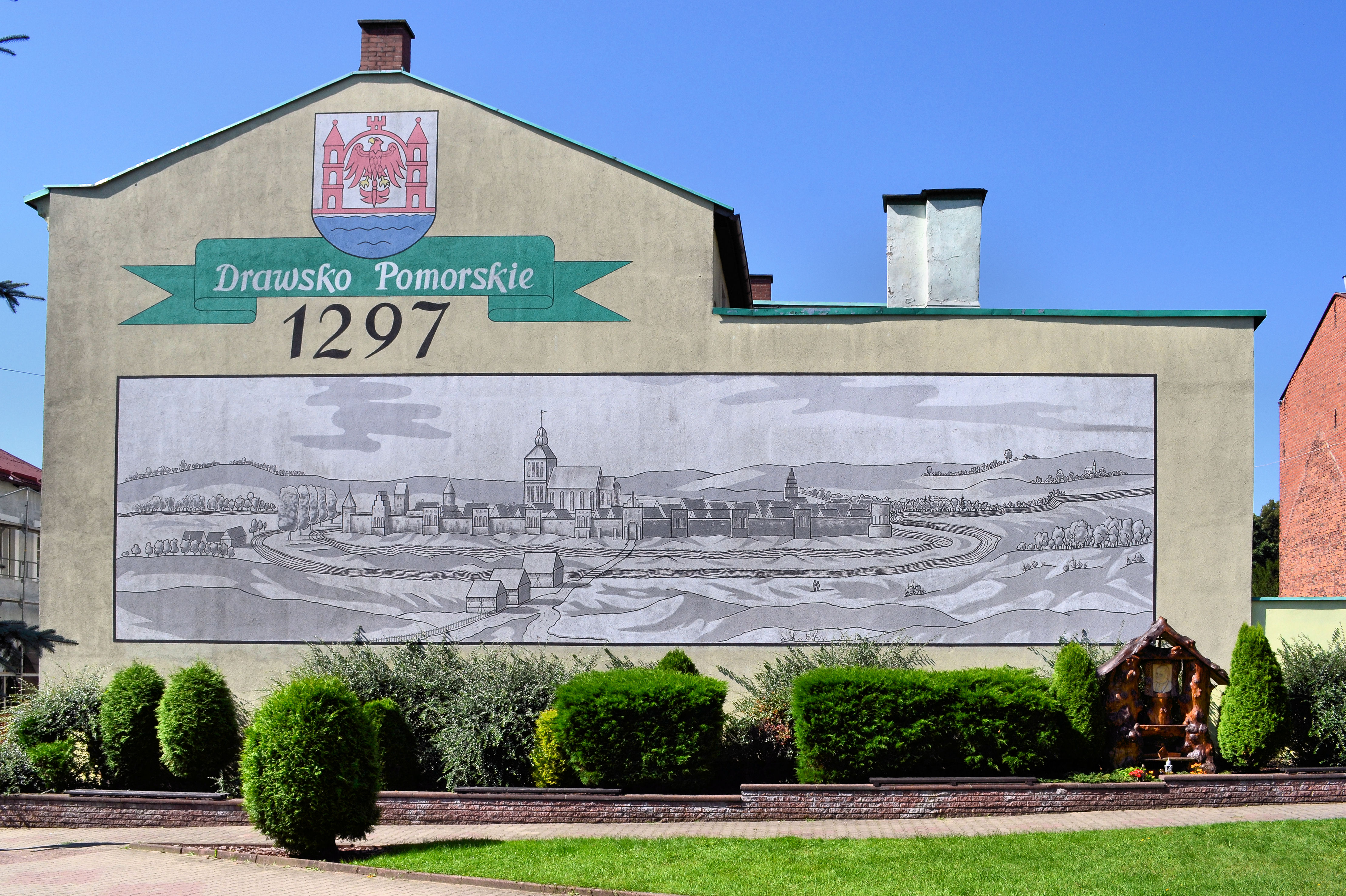

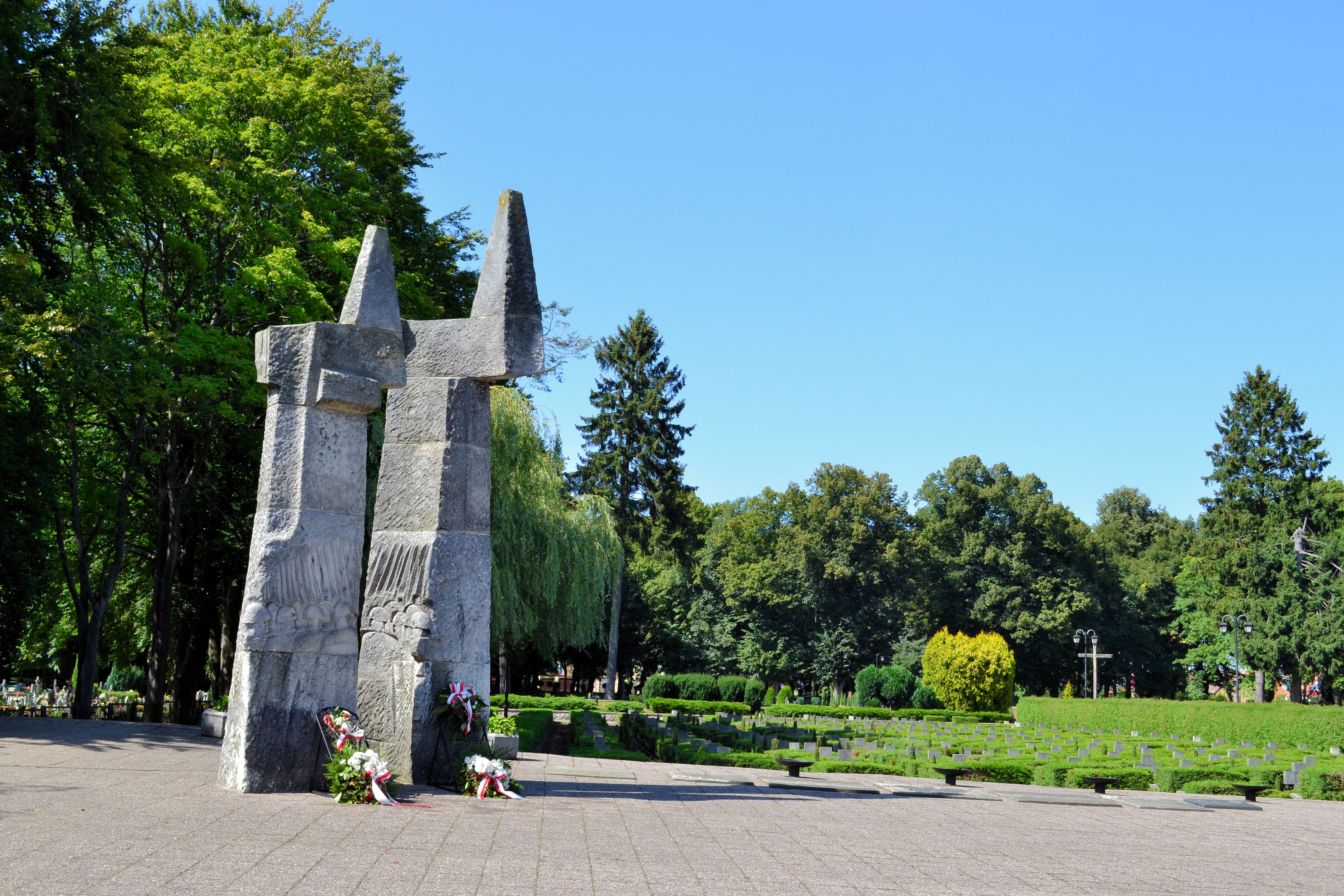
Cmentarz wojenny w Drawsku Pomorskim

Pierwszy gród i osada istniały już od VII wieku, w X-XII wieku był tu gród pomorski na granicy z Wielkopolską zamieszkany przez Polan, a ziemie te zostały włączone do powstającego państwa polskiego przez Mieszka I. Położenie przy drodze z Wielkopolski nad Bałtyk sprzyjało rozwojowi osady, tereny te należały do kasztelanii kołobrzeskiej, ale pod koniec XIII w. opanowała je Brandenburgia. Drawsko Pomorskie otrzymało prawa miejskie 8 marca 1297 z rąk margrabiego Waldemara. Później tereny te stały się własnością margrabiów brandenburskich jako obszary tzw. Nowej Marchii. Pierwszym sołtysem Drawska został Arnold von Goltz. W XIV wieku wybudowano mury miejskie. W 1626 podczas wojny trzydziestoletniej miasto zrujnowali lisowczycy. W 1848 podczas Wiosny Ludów miały miejsce ruchy antymieszczańskie.
1 listopada 1877 dotarła do Drawska linia kolejowa z Runowa. W okresie międzywojennym zapewniała ona połączenie m.in. z Berlinem (1 pociąg pospieszny dziennie z czasem przejazdu 5 godzin). Komunikację lokalną zapewniała kolej wąskotorowa do Ińska (czas przejazdu 3 godziny) oraz kursujące w środy i soboty autobusy do Połczyna-Zdroju.

Herb Drawska Pomorskiego w okresie PRL

Drawsko Pomorskie zostało zdobyte (bitwa o Drawsko) w nocy z 4 na 5 marca 1945 przez 4 dywizję piechoty im. Jana Kilińskiego (10,11,12 pułk piechoty) we współdziałaniu z radziecką 364 dywizją piechoty 3 armii uderzeniowej oraz 19 brygadą piechoty zmotoryzowanej 1 armii pancernej gwardii (1 Front Białoruski). Podczas walk według oficjalnych danych zginęło 16 żołnierzy polskich, a 26 zostało rannych. Należy jednak przypuszczać, iż liczba poległych polskich żołnierzy była większa, gdyż burmistrz Drawska J. Zieliński podawał, iż na terenie miasta było 40 grobów żołnierzy polskich. Walki żołnierzy polskich o Drawsko zostały upamiętnione na Grobie Nieznanego Żołnierza w Warszawie, napisem na jednej z tablic po 1945 „DRAWSKO 4 – 5 III 1945”. W wyniku walk zabudowa i substancja miejska uległy zniszczeniu w ok. 50%.
W 1946 wprowadzono urzędowo nazwę Drawsko, zastępując poprzednią niemiecką nazwę Dramburg. W 1948 zmieniono nazwę na Drawsko Pomorskie.
Z dniem 1 stycznia 2002 roku do miasta przyłączono obszar sąsiadującej z nim wsi Gogółczyn o łącznej powierzchni 90,18 ha.

## Zabytki
Do wojewódzkiego rejestru zabytków wpisane są:
- śródmieście miasta
- kościół pw. Zmartwychwstania Pańskiego z XIV/XV i XIX wieku, parafialny, rzymskokatolicki należący do dekanatu Drawsko Pomorskie, diecezji koszalińsko-kołobrzeskiej, metropolii szczecińsko-kamieńskiej
- pozostałości murów obronnych z XIV wieku
- starostwo z lat 1907–1909, pl. Orzeszkowej 3
- ratusz, obecnie dom mieszkalny, z końca XVIII wieku, ul. Ratuszowa 5
- plebania-dom z około 1800 r., ul. Obrońców Westerplatte 35
- magazyn soli szachulcowy z ok. 1700 r. i lat 30. XX wieku, ul. Kilińskiego 4, dawniej nr 2
- dom z 1906 r., ul. Obrońców Westerplatte 9 b, proj. Waltera Gropiusa[20]
- dom murowano-szachulcowy z pierwszej ćw. XIX wieku, ul. Piłsudskiego 21, obiekt fizycznie nie istnieje
- dom szachulcowy z XVIII/XIX wieku, ul. Sikorskiego 24, obiekt fizycznie nie istnieje
  - zabudowa gospodarcza
- willa, ul. Piłsudskiego 16, z początku XX w.

Ponadto:
- neoromański kościół pw. św. Pawła Apostoła z lat 1928–1929, parafialny, rzymskokatolicki należący do dekanatu Drawsko Pomorskie, diecezji koszalińsko-kołobrzeskiej, metropolii szczecińsko-kamieńskiej.
- dawny kościół baptystyczny przy ul. Bocznej 1.

## Oświata

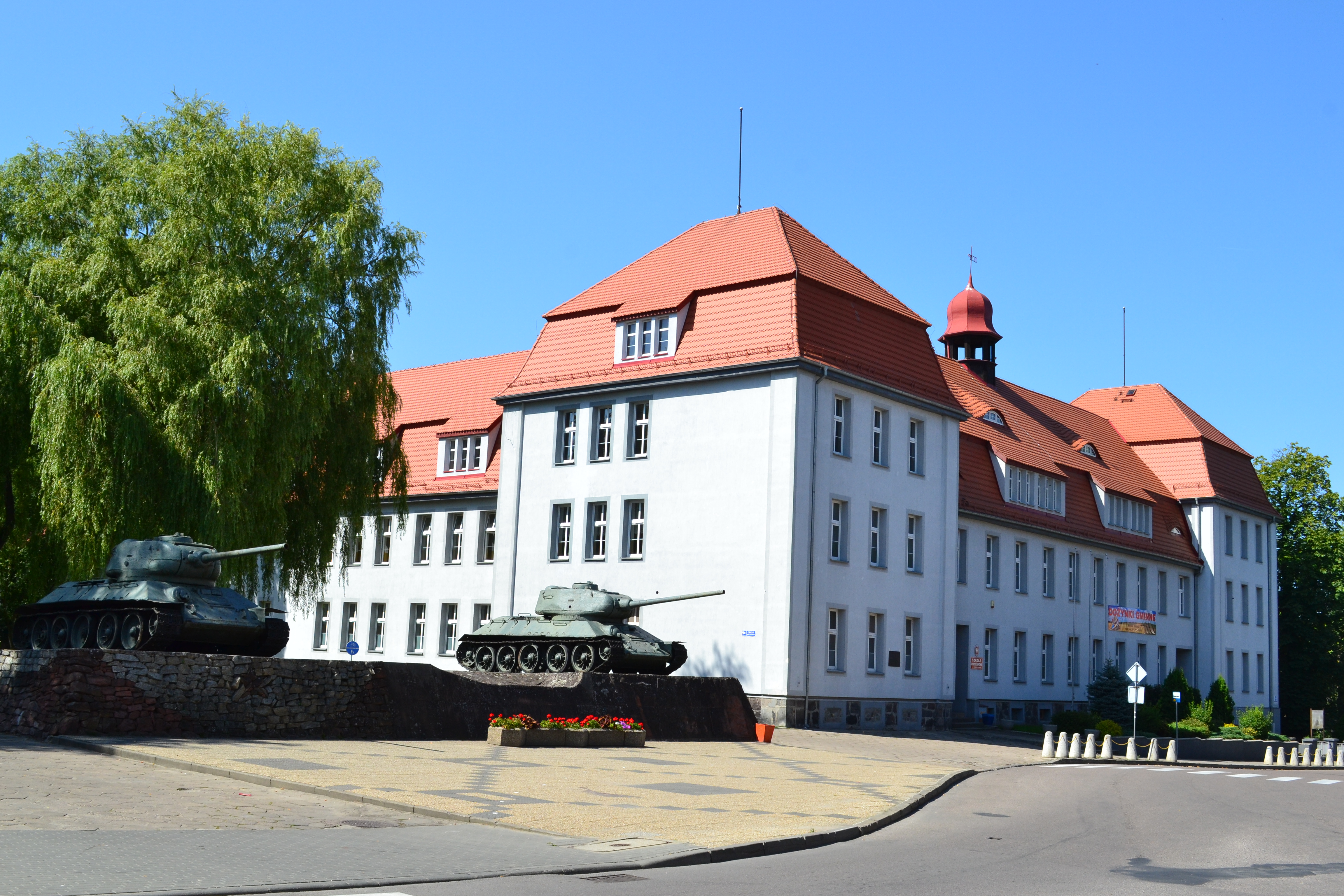
Szkoła Podstawowa nr 1 (na pierwszym planie pomnik upamiętniający żołnierzy radzieckich)

W Drawsku Pomorskim znajdują się następujące placówki oświatowe:
- przedszkole
- Szkoła Podstawowa nr 1 im. mjra Henryka Sucharskiego
- Szkoła Podstawowa nr 2 im. Adama Mickiewicza
- Zespół Szkół Ponadgimnazjalnych[21]
  - Liceum Ogólnokształcące – ul. Złocieniecka 25
  - Technikum i Zasadnicza Szkoła Zawodowa – ul. Połczyńska 7
- Powiatowe Centrum Kształcenia Zawodowego i Ustawicznego
- Europejskie Centrum Edukacji i Turystyki – Prywatna Policealna Szkoła dla Dorosłych

## Imprezy cykliczne
- Drawskie Targi „Mój Ogród” (od 2005)
- Rajd Bobra – turystyczny rajd nawigacyjny samochodów osobowych (od 2008).

## Administracja

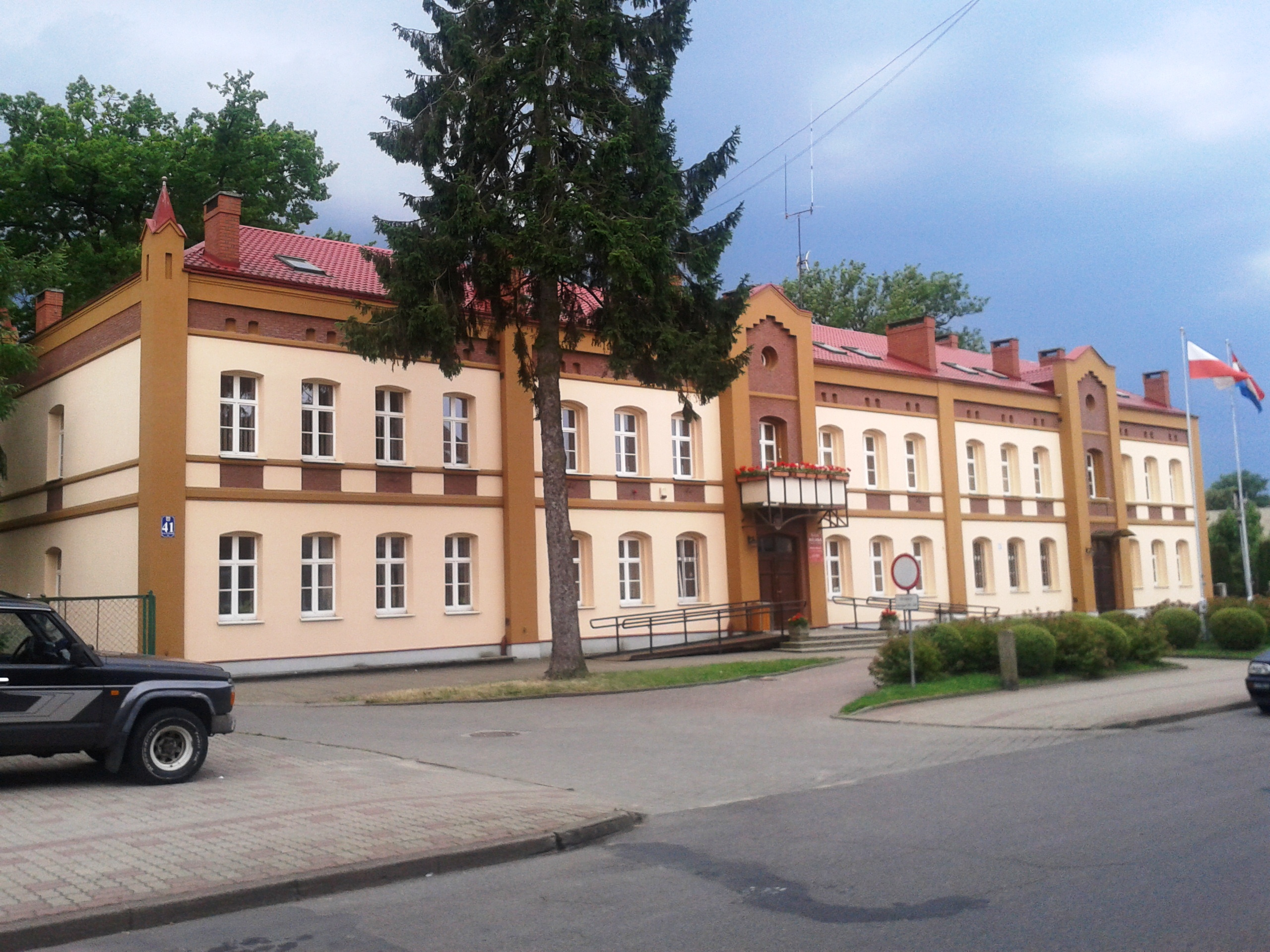
Urząd Gminy i Miasta – Drawsko Pomorskie

Miasto jest siedzibą gminy miejsko-wiejskiej. Mieszkańcy Drawska Pomorskiego wybierają do swojej rady miejskiej dziesięciu radnych (10 z 15). Pozostałych pięciu radnych wybierają mieszkańcy terenów wiejskich gminy Drawsko Pomorskie. Organem wykonawczym jest burmistrz. Siedzibą władz jest budynek przy ul. Sikorskiego.
Części miasta: Jankowo, Koleśno, Okrze, Zdroje.
Gmina Drawsko Pomorskie utworzyła w obrębie miasta 2 jednostki pomocnicze, zwane osiedlami (tj. Osiedle Nr 1 Samorządu Mieszkańców w Drawsku Pomorskim i Osiedla Nr 2). Organem uchwałodawczym w obu jest ogólne zebranie osiedla. Organem wykonawczym jest zarząd osiedla, który składa się z 9 osób, z przewodniczącym na czele. Zarząd wybierany jest przez ogólne zebranie osiedla.
Mieszkańcy Drawska Pomorskiego wybierają posłów na Sejm z okręgu wyborczego nr 40, senatora z okręgu wyborczego nr 99, a posłów do Parlamentu Europejskiego z okręgu wyborczego nr 13.
Drawsko Pomorskie jest członkiem Związku Miast Polskich, Komunalnego Związku Celowego Gmin Pomorza Zachodniego „Pomerania” oraz Stowarzyszenia Gmin Pojezierza Drawskiego.
Miasto jest siedzibą Starostwa Powiatu Drawskiego. W mieście znajduje się także sąd rejonowy i prokuratura rejonowa.

## Burmistrzowie
- 1990–1995 – Wacław Micewski
- 1995–2002 – Zbigniew Jakomulski
- 2002–2019 – Zbigniew Ptak[24]
- od 2019 – Krzysztof Czerwiński

## Współpraca międzynarodowa
Partnerzy Drawska Pomorskiego to:
- Bad Bramstedt (Niemcy) od 27 listopada 1999
- Strasburg (Uckermark) (Niemcy) od 28 sierpnia 2004

## Sport
Miejscową drużyną piłkarską jest Klub Piłkarski „Drawa” Drawsko Pomorskie. Klub powstał w 1946 roku, posiada barwy niebiesko-biało-czerwone. Swe mecze rozgrywa na Stadion Miejskim im. Waleriana Pytla przy ul. Okrzei, mogącym pomieścić 1500 kibiców. W tym zespole grał m.in. były gracz ŁKS-u i Pogoni Szczecin Fernando Batista.

## Wspólnoty religijne
Miasto posiada dwie parafie rzymskokatolickie: Zmartwychwstania Pańskiego oraz św. Pawła Apostoła. Mieści się tu siedziba dekanatu, który podlega pod diecezję koszalińsko-kołobrzeską. W mieście działa też zbór Chrześcijańskiej Wspólnoty Ewangelicznej. Znajduje się tu ponadto Sala Królestwa miejscowego zboru Świadków Jehowy. W Drawsku istnieje cmentarz żydowski.